# Авторадио (радиостанция)
Вижте пояснителната страница за други значения на Авторадио.
Авторадио е българска радиостанция.

## История
Радиото е със специализиран програмен профил за аудитория до 30-годишна възраст. В началото на 2017 г. проектът печели честоти в организирани от СЕМ конкурси за градовете Елена, Несебър, Царево и Ябланица. На 9 август 2017 г. Авторадио започва пробни предавания с летния хит „Despacito“ от спътник и наземно – в Ябланица на честота 104.7 MHz и във Видин на честота 101.8 MHz на честотата на бившето местно Радио „Скай“. На 19 август е включен предавател в Несебър на честота 94.4 MHz, на 20 август в Царево на честота 98.0 MHz, на 17 ноември в Елена на честота 93.3 MHz, а през април 2019 г. в Пещера на честота 95.0 MHz. 